# Veľký Sokol
Veľký Sokol je soutěska v Slovenském ráji.

## Přírodní podmínky
Veľký Sokol je jedna z nejdivočejších roklin a nachází se v severozápadní části Slovenského ráje. Vrchol rokle se nachází na Glaci, roklina dále pokračuje rozsáhlou Rothovou roklí, přes Velký, Malý a Kaskádový vodopád až ke svému ústí do Velkej Bielej vody. To se nachází asi 2 kilometry jižně od Hrabušické pily.

## Turistika
První průchod roklinou byl uskutečněn v roce 1898 M. Róthem s kolegy. Turistický chodník byl v rokli vyznačen v roce 1956 a přeznačen roku 1979.
Soutěska je zabezpečena pomocí dřevěných vodorovných žebříků a několika svislých kovových žebříků. Průchod je povolen pouze v jednom směru a to proti toku potoka vzhůru. Úžina není příliš navštěvována turisty kvůli své poměrně špatné dostupnosti.